# Blitzar
Blitzar – hipotetyczny obiekt astronomiczny będący odmianą gwiazdy neutronowej, który może być odpowiedzialny za powstawanie tzw. fast radio burst (FRB). Nazwa obiektu to połączenie słów blitz (niem. „błyskawica”, „piorun”) i pulsar.
Blitzar rozpoczyna swoje życie jako gwiazda neutronowa o masie pozwalającej jej na zapadnięcie się w czarną dziurę, ale wirująca z tak dużą prędkością, że siła odśrodkowa działająca na materię gwiazdy jest wystarczająca, aby powstrzymać zapadnięcie się gwiazdy do jej wnętrza. W tej fazie charakterystyka blitzara zbliżona jest do charakterystyki zwykłego pulsara. Szybko wirujący pulsar powoli traci energię, wypromieniowując ją poprzez pole magnetyczne, co z kolei spowalnia jego ruch obrotowy. W tym samym czasie pole magnetyczne gwiazdy czyści okoliczną przestrzeń kosmiczną z gazu i pyłu kosmicznego, co ma znaczny wpływ na dalszą ewolucję obiektu. Kiedy po kilku milionach lat pulsar spowalnia na tyle, że siła odśrodkowa nie może już powstrzymać kolapsu jego materii, rozpoczyna się proces powstawania czarnej dziury. W momencie powstania tego obiektu, pole magnetyczne na zewnątrz czarnej dziury zostaje odcięte od jego źródła energii i zostaje natychmiast wyemitowane w postaci „błysku radiowego” – krótkotrwałej, milisekundowej emisji radiowej w szerokim zakresie promieniowania. Ponieważ najbliższe otoczenie gwiazdy zostało już wcześniej wyczyszczone z większości materii, błyskowi radiowemu nie towarzyszy podobny błysk w zakresie promieniowania gamma lub rentgenowskiego, powstający w wyniku anihilacji materii wpadającej do czarnej dziury, który zazwyczaj powstaje przy formacji czarnych dziur.
Do tej pory (30 lipca 2014) zaobserwowano sześć błysków FRB, które mogły powstać w taki sposób. Według szacunku naukowców takie sygnały mogą docierać na Ziemię z częstotliwością co dziesięć sekund.